# 1750 w muzyce
Wydarzenia muzyczne w 1750 roku.

## Wydarzenia
- Farinelli nobilitowany przez króla Hiszpanii

## Dzieła
- Leopold Mozart – Partita na skrzypce, wioloncellę i basso continuo „Żaba” (Frosch)

## Dzieła operowe
- Georg Friedrich Händel – Alceste
- Johann Friedrich Agricola – Il filosofo convinto in amore
- William Boyce – The Roman Father

## Urodzili się
- 10 lutego – Stanislao Mattei, włoski kompozytor, pedagog i teoretyk muzyki, franciszkanin konwentualny (zm. 1825)
- 30 marca[a] – John Stafford Smith, angielski kompozytor i organista (zm. 1836)
- 10 sierpnia – Daniel Gottlob Türk, niemiecki kompozytor, organista i profesor muzyki okresu klasycystycznego (zm. 1813)
- 18 sierpnia – Antonio Salieri, włosko-austriacki kompozytor, kapelmistrz i pedagog (zm. 1825)
- 3 grudnia – Johann Franz Xaver Sterkel, niemiecki kompozytor, pianista i organista, ksiądz katolicki (zm. 1817)

## Zmarli
- 22 lutego – Pietro Filippo Scarlatti, włoski kompozytor, organista i chórmistrz (ur. 1679)
- 28 lipca – Johann Sebastian Bach, niemiecki kompozytor i organista (ur. 1685)
- 3 października – Georg Matthias Monn, austriacki kompozytor i organista (ur. 1717)
- 16 października – Sylvius Leopold Weiss, kompozytor i lutnista (ur. 1687)